# Luke Thompson
Luke Thompson (Southampton, 4 de julho de 1988) é um ator britânico. Ele é mais conhecido por seu papel como Benedict Bridgerton, no drama de época da Netflix, Bridgerton (2020-presente). Por seu trabalho no teatro, recebeu vários prêmios, incluindo um WhatsOnStage Award e uma indicação ao Laurence Olivier Award. Ele também apareceu no drama da BBC One In the Club (2014-2016).

## Juventude e educação
Thompson nasceu em Southampton e foi criado na França desde os dois anos de idade. Seu pai era engenheiro e sua mãe, professora. Ele é um dos três filhos. Frequentou o Lycée International François-Ier em Fontainebleau, uma escola francesa com uma seção anglófona, de 1997 a 2005.
Ao retornar à Inglaterra em 2006, Thompson passou um ano com a Year Out Drama Company em Stratford-upon-Avon. Ele estudou inglês e teatro na Universidade de Bristol e se formou na Royal Academy of Dramatic Art em Londres, graduando-se em 2013.

## Carreira
O primeiro papel profissional de Thompson no teatro foi como Lysander em A Midsummer Night's Dream no Globe Theatre, Thompson recebeu indicações para um Evening Standard Theatre Award e um Ian Charleson Award. Ele também participou das produções do Globe de Blue Stockings, como Will Bennett, Júlio C[esar, como Marco Antônio, e The Broken Heart, como Ithocles. Seus outros papéis nos palcos incluem James em Tiger Country no Hampstead Theatre, Orestes em Oresteia no Almeida Theatre e Laertes na produção de 2017 de Hamlet. Thompson assumiu o papel de Edgar no lugar de Jonathan Bailey no King Lear, estrelado por Ian McKellen, em 2018, depois que Bailey desistiu de participar da transferência para o West End para fazer o musical Company.
De 2014 a 2016, Thompson interpretou Simon no drama da BBC One In the Club. Ele narrou uma nova adaptação da novela The Shepherd, de Frederick Forsyth, para a BBC Radio 3, transmitida na véspera de Natal de 2016. Thompson fez sua estreia em um longa-metragem com um pequeno papel como suboficial no filme de 2017 Dunkirk, de Christopher Nolan, sobre a Segunda Guerra Mundial. Ele interpretou Peter Hain em Misbehaviour, um filme sobre a Miss Mundo 1970. De Em 2019, Thompson foi escalado como Benedict, o segundo irmão mais velho da família Bridgerton, no drama de época Bridgerton, lançado pela Netflix em 2020 e produzido pela Shondaland.
Thompson interpretou Willem na adaptação teatral em inglês de A Little Life, que começou no Richmond Theatre em março de 2023, antes de ser transferido para o Harold Pinter Theatre e depois para o Savoy Theatre. Por sua atuação, ele ganhou um prêmio WhatsOnStage e recebeu uma indicação ao Laurence Olivier Award. Thompson também apareceu na minissérie Transatlantic, sobre a Segunda Guerra Mundial, também na Netflix, como Hiram Bingham IV.
Em janeiro de 2024, foi anunciado que Thompson estrelaria a produção da Royal Shakespeare Company de Love's Labour's Lost como Berowne. A peça foi apresentada entre 11 de abril e 18 de maio de 2024 e foi dirigida por Emily Burns.

## Vida pessoal
Thompson não tem mídia social e mantém os detalhes de sua vida pessoal privados, afirmando "quanto mais você revela pedaços de si mesmo, mais você colore a forma como é percebido. É uma coisa pessoal... isso é da minha experiência particular de como é ser ator."

## Trabalhos

### Filmes
| Ano  | Título                                         | Papel         | Notas                                     |
| ---- | ---------------------------------------------- | ------------- | ----------------------------------------- |
| 2014 | Shakespeare's Globe: A Midsummer Night's Dream | Lysander      | Gravação ao vivo                          |
| 2015 | Globe on Screen: Julius Caesar                 | Marco Antônio | Gravação ao vivo                          |
| 2016 | The Complete Walk: Romeo and Juliet            | Romeo         | Curta-metragem                            |
| 2017 | Dunkirk                                        | Subtenente    |                                           |
| 2018 | King Lear                                      | Edgar         | Gravação ao vivo no National Theatre Live |
| 2019 | Making Noise Quietly                           | Oliver        |                                           |
| 2020 | Misbehaviour                                   | Peter Hain    |                                           |
| 2023 | A Little Life                                  | Willem        | Gravação ao vivo                          |

### Televisão
| Ano           | Título                       | Papel                 | Notas                            |
| ------------- | ---------------------------- | --------------------- | -------------------------------- |
| 2014          | The Suspicions of Mr Whicher | Joshua Hallows        | Episódio: "The Ties That Bind"   |
| 2014–2016     | In the Club                  | Simon                 | Papel principal                  |
| 2018          | Hamlet                       | Laertes               | Telefilme                        |
| 2018          | Kiss Me First                | Connor                | 2 episódios                      |
| 2020–presente | Bridgerton                   | Benedict Bridgerton   | Papel principal                  |
| 2023          | Transatlantic                | Hiram 'Harry' Bingham | Papel recorrente, seis episódios |

### Teatro
| Ano  | Título                    | Papel         | Diretor(a)         | Local                     | Ref.          |
| ---- | ------------------------- | ------------- | ------------------ | ------------------------- | ------------- |
| 2013 | A Midsummer Night's Dream | Lysander      | Dominic Dromgoole  | Globe Theatre             | [ 19 ]        |
| 2013 | Blue Stockings            | Will Bennett  | John Dove          | Globe Theatre             | [ 19 ]        |
| 2014 | Julius Caesar             | Marco Antônio | Dominic Dromgoole  | Globe Theatre             | [ 19 ]        |
| 2014 | Tiger Country             | James         | Nina Raine         | Hampstead Theatre         | [ 20 ]        |
| 2015 | The Broken Heart          | Ithocles      | Caroline Steinbeis | Sam Wanamaker Playhouse   | [ 21 ]        |
| 2015 | Oresteia                  | Orestes       | Robert Icke        | Almeida Theatre           | [ 19 ]        |
| 2017 | Hamlet                    | Laertes       | Robert Icke        | Almeida Theatre           | [ 19 ]        |
| 2017 | Hamlet                    | Laertes       | Robert Icke        | Harold Pinter Theatre     | [ 22 ]        |
| 2019 | King Lear                 | Edgar         | Jonathan Munby     | Duke of York's Theatre    | [ 19 ]        |
| 2023 | A Little Life             | Willem        | Ivo van Hove       | Harold Pinter Theatre     | [ 23 ]        |
| 2023 | A Little Life             | Willem        | Ivo van Hove       | Richmond Theatre          | [ 19 ]        |
| 2023 | A Little Life             | Willem        | Ivo van Hove       | Savoy Theatre             | [ 24 ]        |
| 2024 | Love's Labour's Lost      | Berowne       | Emily Burns        | Royal Shakespeare Theatre | [ 25 ] [ 26 ] |

### Audio
| Ano  | Título                                                     | Papel      | Notas            |
| ---- | ---------------------------------------------------------- | ---------- | ---------------- |
| 2016 | The Shepherd                                               | Narrador   | BBC Radio 3      |
| 2018 | The Second Pan Book of Horror Stories: The Vertical Ladder | Riz        | BBC Radio 4      |
| 2018 | The Second Pan Book of Horror Stories: The Judge's House   | Malcolmson | BBC Radio 4      |
| 2021 | The Brothers Karamazov                                     | Narrador   | Penguin Classics |

## Prêmios e indicações
| Ano  | Prêmio                          | Categoria                                             | Trabalho                  | Resultado | Ref.   |
| ---- | ------------------------------- | ----------------------------------------------------- | ------------------------- | --------- | ------ |
| 2013 | Evening Standard Theatre Awards | Melhor Produção Nova                                  | A Midsummer Night's Dream | Indicado  | [ 3 ]  |
| 2014 | Ian Charleson Awards            | Ian Charleson Awards                                  | A Midsummer Night's Dream | Indicada  | [ 28 ] |
| 2021 | Screen Actors Guild Awards      | Melhor Desempenho de uma Equipe em uma Série de Drama | Bridgerton                | Indicado  | [ 29 ] |
| 2024 | WhatsOnStage Awards             | Melhor Atuação Coadjuvante em uma Peça                | A Little Life             | Venceu    | [ 30 ] |
| 2024 | Laurence Olivier Awards         | Melhor Ator em Papel Coadjuvante                      | A Little Life             | Indicado  | [ 31 ] |